# Репетек
Репете́к — железнодорожная станция на железной дороге в Туркменистане в 70 км юго-западнее центра Лебапского велаята — города Туркменабада (бывший Чарджоу) в направлении Мары.
Предположительно, в Средние века здесь останавливались караваны, следующие по Великому шелковому пути.
Современная история связана с постройкой в 1880—1886 годах Закаспийской железной дороги от Каспийского моря до города Чарджуй (в дальнейшем продолжена до Ташкента). Так как дорога однопутная, то через каждые 7—15 км необходимо было сооружать железнодорожный разъезд, при котором обосновывался обслуживающий персонал, а позднее полукочевые скотоводы.
В 1912 г. здесь была организована научная станция по изучению пустынь, в 1927 г. здесь же был образован заповедник. В 1979 году Репетекский заповедник был включён в международную сеть биосферных заповедников. Территория заповедника, площадь которого составляет 34 600 га, находится «в пределах ландшафта крупногрядовых песков с барханными полями и долинообразными понижениями». Географически расположен в Восточных Каракумах.
Репетек являлся самой жаркой точкой в СССР. Средняя температура +38 °C (на солнце +62 °C), средняя максимальная температура +46,5 °C (на солнце +74,5 °C). Наивысшая температура песка зафиксирована на уровне + 80 °C.
Население посёлка составляет несколько сот человек, примерно половина которых — казахи. Остальные — узбеки, туркмены, русские. Жизнь посёлка теснейшим образом связана с железной дорогой и заповедником.
Имеется также метеостанция (одна из старейших в Туркменистане), почтовое отделение, школа, карьер.